# Военно-воздушные силы Румынии

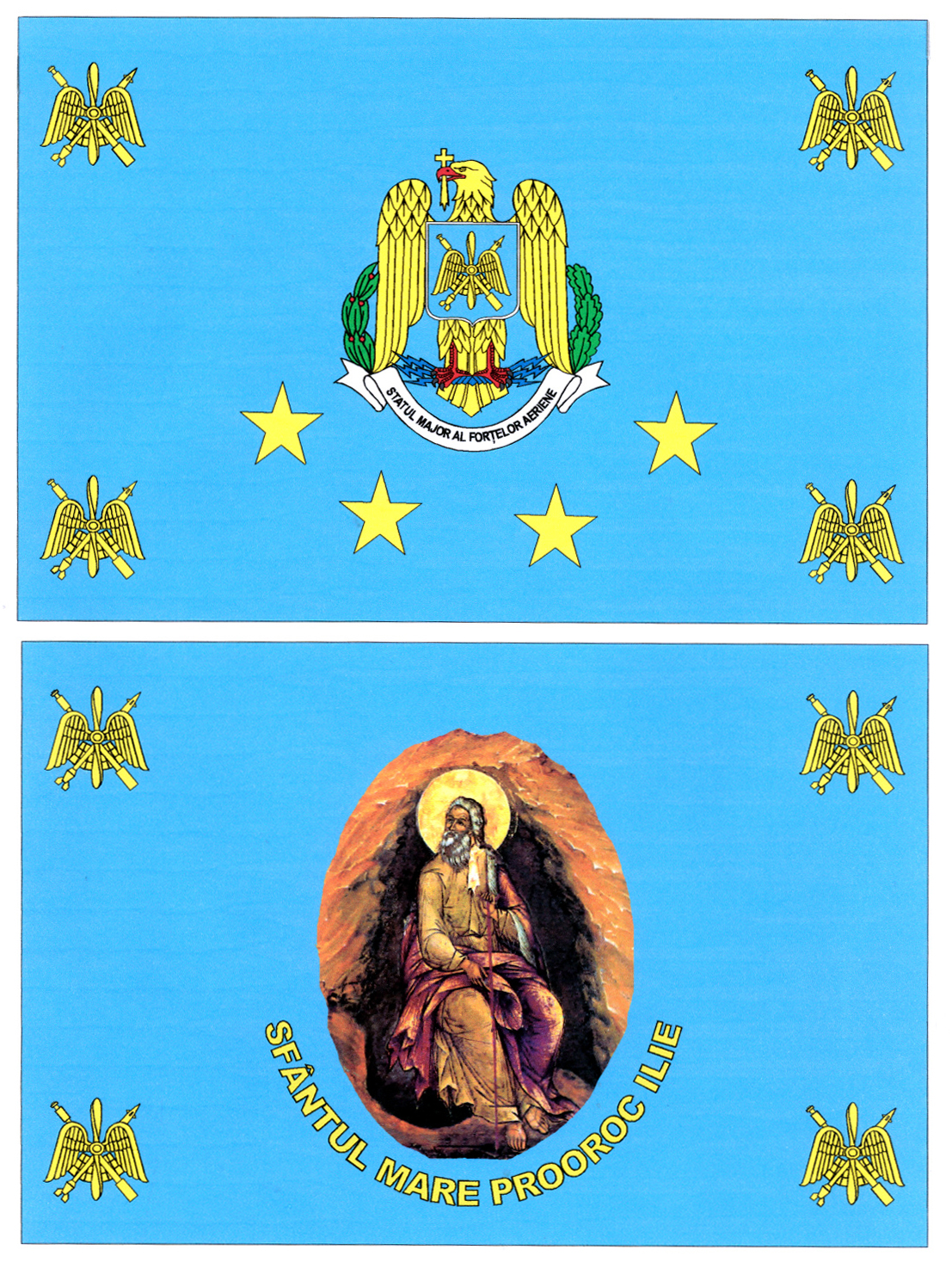
Флаг ВВС Румынии

Боевое знамя ВВС Румынии

Военно-воздушные силы Румынии (рум. Forţele Aeriene Române) — один из видов Вооружённых сил Румынии.
ВВС Румынии были созданы решением национального парламента от 1 апреля 1913 года. Они приняли ограниченное участие в Балканских войнах и Первой мировой войне. Во Вторую мировую войну Румыния выступила на стороне стран Оси, и румынская авиация воевала на Восточном фронте. В послевоенное время ВВС имели на вооружении преимущественно авиатехнику советского производства.
По состоянию на 2008 год единственными боевыми самолётами в составе ВВС Румынии являются МиГ-21 «ЛансеР» (название пишется с заглавной буквой Р ), модернизированные с участием Израиля. Более современные МиГ-23 и МиГ-29 были сняты с вооружения в конце 1990-х и начале 2000-х годов в связи с отсутствием запасных частей для них.

## История
Румынские Королевские ВВС по состоянию на 22 июня 1941 года имели в своём распоряжении 572 боевых самолёта:
- 157 разведчиков (IAR-37 — 15, IAR-38 — 52, IAR-39 — 90);
- 270 истребителей (IAR-80 — 58, Bf.109E — 48, He-112B — 27, Hawker Hurricane — 13, PZL P.11С — 28, PZL P.11F — 68, PZL P.24 — 28);
- 125 бомбардировщиков (He-111 — 28, SM.79B — 22, PZL-37 — 16, PZL-23 — 10, Potez-63 — 18, Blenheim — 31);
- 20 гидросамолётов (S.55 — 5, S.62bis — 5, CANT Z.501 — 10).

## Структура
- Главный штаб ВВС Румынии (рум. Statul Major al Forţelor Aeriene)
- Оперативный центр ВВС (рум. Centrul Operaţional Aerian)
- Авиабазы

- 71-я авиабаза им. генерала Эммануила Ионеску (Baza 71 Aeriană «General Emanoil Ionescu»)

- 86-я авиабаза (рум. Baza 86 Aeriană)

- 90-я транспортная авиабаза (рум. Baza 90 Transport Aerian)

- 95-я авиабаза им. капитана Александру Шербэнеску (рум. Baza 95 Aeriană «Erou căpitan aviator Alexandru Şerbănescu»)

- 1-я зенитная ракетная бригада им. генерала Николае Дэскэлеску (рум. Brigada 1 Rachete Sol-Aer «General Nicolae Dăscălescu»)
- 70-й авиационный инженерный полк (рум. Regimentul 70 Geniu de Aviaţie)
- 85-й полк связи (рум. Batalionul 85 Comunicaţii Aero şi Informatică)
- Полигон ВВС Капу Мидиа им. бригадного генерала Иона Бунджеску (рум. Tabăra de Instrucţie şi Poligonul de Trageri Sol-Aer «General de Brigadă Ion Bungescu»)
- Учебные заведения

- Академия ВВС им. Анри Коанды (рум. Academia Forţelor Aeriene «Henri Coandă»)

- Школа применения ВВС им. Аурела Влайку (рум. Şcoala de Aplicaţie pentru Forţele Aeriene «Aurel Vlaicu»)

- Школа подофицеров ВВС (рум. Şcoala de Maiştri Militari şi Subofiţeri a Forţelor Aeriene)

## Пункты базирования
- 71-я авиабаза, Кымпия-Турзий
- 86-я авиабаза, Фетешти
- 90-я авиабаза, Отопени, Бухарест
- 95-я авиабаза, Бакэу

## Боевой состав
| Обозначение формирования или части | Вооружение и оснащение                                                             | Место расположения |
| ---------------------------------- | ---------------------------------------------------------------------------------- | ------------------ |
| Главный штаб ВВС Румынии           |                                                                                    |                    |
| Центр воздушных операций           |                                                                                    | Отопени, Бухарест  |
| 71-я авиационная флотилия          | МиГ-21 LanceR, IAR-330 MEDEVAC, IAR-330 TRANSPORT                                  | Кымпия-Турзи       |
| 86-я авиационная флотилия          | МиГ-21 LanceR, IAR-330, IAR-316B                                                   | Борча, Фетешть     |
| 90-я авиационная флотилия          | IAR 330 Puma SOCAT, IAR 330L                                                       | Отопени, Бухарест  |
| 95-я авиационная флотилия ВТА      | МиГ-21 LanceR, IAR-330                                                             | Бакэу              |
| 91-я авиационная база логистики    |                                                                                    |                    |
| 1-я зенитная ракетная бригада      | ЗРК С-75М3 «Волхов», Raytheon MIM-23 Hawk XXI, радары П-18, радиовысотомеры ПРВ-13 |                    |
| 70-й инженерный полк               |                                                                                    |                    |
| 85-й полк связи                    |                                                                                    |                    |
| Полигон ВВС                        |                                                                                    | Капу Мидиа         |
| Академия ВВС                       |                                                                                    |                    |
| Школа применения ВВС               |                                                                                    |                    |
| Школа подофицеров ВВС              |                                                                                    |                    |

## Техника и вооружение
Данные о технике и вооружении ВВС Румынии взяты с официальной страницы ВВС Румынии, а также со страницы журнала Aviation Week & Space Technology.
| Изображение                      | Тип                                             | Производство         | Назначение                                                             | Количество                                              | Примечания |  |
| Боевые самолёты                  | Боевые самолёты                                 | Боевые самолёты      | Боевые самолёты                                                        | Боевые самолёты                                         | Боевые самолёты |  |
| -------------------------------- | ----------------------------------------------- | -------------------- | ---------------------------------------------------------------------- | ------------------------------------------------------- | --- |  |
|                                  | F-16                                            | США                  | истребитель-бомбардировщик                                             | 14 F-16AM 3 F-16BM                                      | 17 закуплены в Португалии, 12 введены в эксплуатацию в 2016–2017 г. и 5 введены в эксплуатацию в 2020–2021 г. Еще 32 F-16 будут получены из Норвегии, которые укомплектуют еще две авиаэскадрильи. Контракт был подписан 4 ноября, и первые норвежские F-16 должны прибыть к концу 2023 года. |  |
|                                  | МиГ-21 LanceR A МиГ-21 LanceR B МиГ-21 LanceR C | СССР Румыния Израиль | истребитель-бомбардировщик учебно-боевой самолёт фронтовой истребитель | 10 МиГ-21 LanceR A 6 МиГ-21 LanceR B 20 МиГ-21 LanceR C | 15 мая 2023 года ВВС Румынии списали последний МиГ-21 LanceR. Самолеты хранятся на 95-й авиабазе. По данным Jane's World Air Forces, на момент вывода из эксплуатации на вооружении находилось 17 одноместных LanceR C и 8 двухместных LanceR B.[229]                                         |  |
| Транспортные самолёты            |                                                 |                      |                                                                        |                                                         | |  |
|                                  | C-27J Spartan                                   | Италия               | военно-транспортный самолёт                                            | 7                                                       | |  |
|                                  | C-130                                           | США                  | военно-транспортный самолёт                                            | 4 C-130B 3 C-130H                                       | |  |
|                                  | Boeing C-17 Globemaster III                     | США                  | стратегический транспорт                                               | 3 (совместно в рамках программы SAC, НАТО)              | Тяжелое воздушное крыло (HAW) является частью группы SAC, в которую входят 10 стран НАТО — Болгария, Эстония, Венгрия, Литва, Нидерланды, Норвегия, Польша, Румыния, Словения, США, а также члены Партнерства ради мира, Швеция и Финляндия.                                                  |  |
|                                  | Ан-30                                           | СССР                 | самолёт-разведчик                                                      | 2                                                       | |  |
|                                  | Ан-26                                           | СССР                 | военно-транспортный самолёт                                            | 2                                                       | |  |
| Учебные самолёты                 |                                                 |                      |                                                                        |                                                         | |  |
|                                  | IAR 99                                          | Румыния              | учебно-боевой самолёт                                                  | 12 IAR-99 12 IAR-99C                                    | Могут применяться как разведывательные самолёты |  |
|                                  | SC Aerostar SA IAK-52                           | Румыния              | учебно-тренировочный                                                   | 12                                                      | Советский самолёт Як-52 производился в Румынии по лицензии |  |
| Вертолёты                        |                                                 |                      |                                                                        |                                                         | |  |
|                                  | ICA-Brasov IAR-330 SOCAT ICA-Brasov IAR-330L/M  | Румыния              | противотанковый вертолёт транспортный вертолёт                         | 23 IAR-330 SOCAT 6 IAR-330L-RM 4 IAR-330L 16 IAR-330M   | Французский вертолёт Aérospatiale SA 330 Puma, производился в Румынии по лицензии. |  |
|                                  | IAR-316B                                        | Румыния              | многоцелевой вертолёт                                                  | 8                                                       | Французский вертолёт Aérospatiale SA.31 Alouette III, производился в Румынии по лицензии. |  |
| Беспилотные летательные аппараты |                                                 |                      |                                                                        |                                                         | |  |
|                                  | RQ-4 Global Hawk                                | США                  | БПЛА наблюдения                                                        | 5 (совместно в рамках программы НАТО, AGS)              | Последний дрон доставлен 12 ноября 2020 г. Первоначальная эксплуатационная готовность была достигнута в феврале 2021 года. |  |
|                                  | RQ-7 Shadow                                     | США                  | БПЛА                                                                   | 7                                                       | |  |
|                                  | ScanEagle                                       | США                  | БПЛА                                                                   | 10                                                      | |  |
| Системы ПВО                      |                                                 |                      |                                                                        |                                                         | |  |
|                                  | MIM-104 Patriot                                 | США                  | ЗРК большой дальность                                                  | 4                                                       | |  |
|                                  | Raytheon MIM-23 Hawk XXI                        | США                  | ЗРК средней дальности                                                  | 4                                                       | |  |
|                                  | С-60                                            | СССР                 | 57-мм автоматическая зенитная пушка                                    | 250                                                     | |  |
|                                  | AN/FPS-117E                                     | США                  | радар                                                                  | 5                                                       | |  |
|                                  | «Gap Filler»                                    | США Румыния          | радар                                                                  | нет данных                                              | |  |
|                                  | П-18                                            | СССР                 | радар                                                                  | нет данных                                              | |  |
|                                  | П-37                                            | СССР                 | радар                                                                  | нет данных                                              | |  |
|                                  | ПРВ-13                                          | СССР                 | подвижный радиовысотомер                                               | нет данных                                              | |  |

## Опознавательные знаки

Опознавательный знак ВВС Румынии

### Эволюция опознавательных знаков
| Опознавательный знак | Знак на фюзеляж | Знак на киль | Когда использовался            | Порядок нанесения |
| -------------------- | --------------- | ------------ | ------------------------------ | ----------------- |
|                      |                 |              | 1915 — 1941                    |                   |
|                      |                 |              | 1941 — 1944                    |                   |
|                      |                 |              | 1944 — 1947                    |                   |
|                      |                 |              | 1947 — 1985                    |                   |
|                      |                 |              | с 1985 года по настоящее время |                   |

## Знаки различия

### Генералы и офицеры
| Категории               | Генералы      | Генералы           | Генералы          | Генералы                   | Старшие офицеры | Старшие офицеры  | Старшие офицеры      | Младшие офицеры | Младшие офицеры | Младшие офицеры   |
| ----------------------- | ------------- | ------------------ | ----------------- | -------------------------- | --------------- | ---------------- | -------------------- | --------------- | --------------- | ----------------- |
| Погон                   |               |                    |                   |                            |                 |                  |                      |                 |                 |                   |
| Нарукавный знак         |               |                    |                   |                            |                 |                  |                      |                 |                 |                   |
| Румынское звание        | General       | General-locotenent | General-maior     | General de flotilă aeriană | Comandor        | Căpitan-comandor | Locotenent- comandor | Căpitan         | Locotenent      | Sublocotenent     |
|                         |               |                    |                   |                            |                 |                  |                      |                 |                 |                   |
| Российское соответствие | Генерал армии | Генерал-полковник  | Генерал-лейтенант | Генерал-майор              | Полковник       | Подполковник     | Майор                | Капитан         | Лейтенант       | Младший лейтенант |

### Специалисты
| Категории               | Подофицеры                | Подофицеры              | Подофицеры              | Подофицеры              | Сержанты                | Сержанты                |
| ----------------------- | ------------------------- | ----------------------- | ----------------------- | ----------------------- | ----------------------- | ----------------------- |
|                         |                           |                         |                         |                         |                         |                         |
| Румынское звание        | Maistru Militar Principal | Maistru Militar clasa 1 | Maistru Militar clasa 2 | Maistru Militar clasa 3 | Maistru Militar clasa 4 | Maistru Militar clasa 5 |
| Российское соответствие | Старший прапорщик         | Прапорщик               | нет                     | Старшина                | Старший сержант         | Сержант                 |

### Знаки на головные уборы

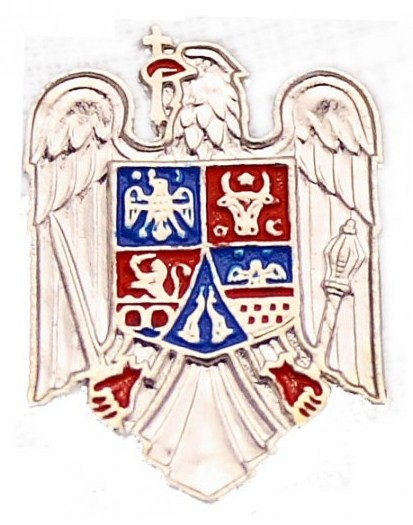
Общий знак
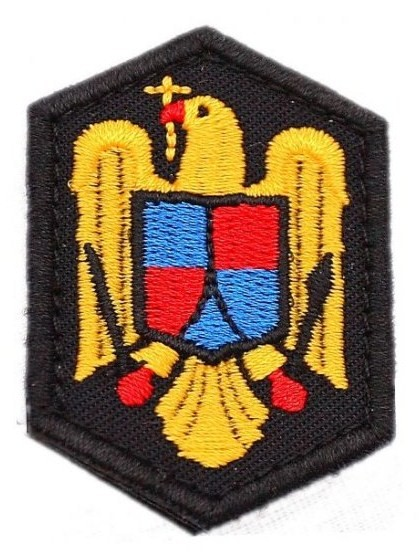
Знак на полевую шапку

## Внешние ссылки
- Официальная страница ВВС Румынии  (рум.)  (англ.)
- ВВС Румынии на сайте Deltawing  (англ.)
- ВВС Румынии на сайте Scramble  (англ.)
- Типы самолётов ВВС Румынии  (англ.)
- Знаки ВВС Румынии  (англ.)
- Camouflage & Markings. Fighters of the Romanian Air Force  (англ.)
- Me-109 in Romania  (англ.)
- Romanian Royal Aeronautics  (англ.)